# 橋口明希
橋口 明希（はしぐち みつき、1994年2月14日 - ）は、日本の女子水球選手。水球女子日本代表。兵庫県出身。東京女子体育大学卒業。

## 略歴
2014年9月、日本代表として韓国仁川で開かれたアジア大会に出場し銀メダル獲得。

## 参考資料
1. ↑  “仁川アジア競技大会2014 ＞ 日本代表選手団 ＞ 橋口 明希”.   2014 JAPANESE OLYMPIC COMMITTEE. 2020年8月10日閲覧。
2. 1 2  “Profile - HASHIGUCHI Mitsuki” (英語).   2014年仁川亞運會官方網站. 2014年10月2日時点のオリジナルよりアーカイブ。2020年8月10日閲覧。